# Moulins-en-Tonnerrois
Moulins-en-Tonnerrois är en kommun i departementet Yonne i regionen Bourgogne-Franche-Comté i norra Frankrike. Kommunen ligger i kantonen Noyers som tillhör arrondissementet Avallon. År 2022 hade Moulins-en-Tonnerrois 108 invånare.

## Befolkningsutveckling
Antalet invånare i kommunen Moulins-en-Tonnerrois
| Referens: INSEE |